# Raoul Cédras
Raoul Cédras (født 9. juli 1949 i Jérémie i Haiti) var kupmager og chef for en militærjunta i Haiti fra 30. september til 8. oktober 1991. I realiteten var han landets leder helt frem til oktober 1994, da USA intervenerede og således at han mistede magten. I 2000 blev han og en række andre officerer dømt til livsvarigt fængsel in absentia på grund af en massakre i byen Raboteau.
Han lever nu i landflygtighed i Panama.